# ES Saloniki
ES Saloniki (gr. Ένωση Σκακιστών Θεσσαλονίκης, Enosi Skakiston Thessalonikis) – grecki klub szachowy z siedzibą w Salonikach, sześciokrotny mistrz kraju.

## Historia
Klub został założony w 1952 roku z inicjatywy 26 mieszkańców Salonik, w tym Triantafyllosa Siaperasa. W pierwszym sezonie istnienia Alpha Ethniki (1970) klub zajął trzecie miejsce w lidze, za Panathinaikosem i SO Iliupoli. W latach 70. i 80. klub sześciokrotnie zdobywał mistrzostwo Grecji, w sezonach 1976–1978, 1981, 1987 i 1989. W XXI wieku zespół trzykrotnie zdobył wicemistrzostwo kraju, w latach 2005, 2008 i 2018. W 2008 roku klub zadebiutował w Pucharze Europy, zajmując wówczas 38. miejsce. 
W klubie grali m.in.: Borys Awruch, Tamaz Gelaszwili, Nico Georgiadis, Walentin Jotow, Spiridon Kapnisis, Tea Łanczawa, Atanasios Mastrowasilis, Dimitrios Mastrowasilis, Jewhen Mirosznyczenko, Nikola Sedlak, Almira Skripczenko, Radosław Wojtaszek i Jolanta Zawadzka.